# حارة الهادي (صنعاء)

تعديل مصدري - تعديل

حارة الهادي هي إحدى حارات حي السواد بضواحي الأمانة مديرية سنحان وبني بهلول، بلغ تعداد سكانها 93 نسمة حسب تعداد اليمن لعام 2004.